# أوليف بيترسون
أوليف بيترسون (بالإنجليزية: Olive Peterson)‏ هي لاعبة الجسر ‏ أمريكية، ولدت في 20 يناير 1898، وتوفيت في 10 فبراير 1965 في فيلادلفيا في الولايات المتحدة.